# Jean-Paul Vesco
Jean-Paul Vesco OP (10 de març de 1962, Lió) és un bisbe, advocat, escriptor i missioner de nacionalitat francesa i algerina. És arquebisbe d'Alger i cardinal. Pertany a l'Orde de Predicadors.

## Biografia
Després de fer els estudis de primària i secundària a la Sainte-Marie Lyon, es llicencià en dret i treballà com a advocat durant set anys a París. Quan descobrí la seva vocació religiosa el 1995 ingressà a l'Orde de Predicadors, on feu la professió perpètua el 14 de setembre del 1996 i fou ordenat sacerdot el 24 de juny del 2001.
Després d'estar estudiant durant una temporada a l'Escola Bíblica i Arqueològica Francesa de Jerusalem, se n'anà a la ciutat de Tlemecen (Algèria), on se li encarregà la missió de refundar-hi la presència dels dominics, sis anys després de l'assassinat del bisbe Pierre Claverie.
El desembre del 2010 fou escollit prior provincial dels dominics a França, amb la qual cosa hagué d'instal·lar-se a París. Ja des de l'1 de desembre del 2012 tornà a residir a Algèria, a causa que Sa Santedat el Papa Benet XVI el nomenés nou bisbe d'Oran. Es convertí en el successor d'Alphonse Georger, que hi renuncià després d'haver arribat a l'edat de jubilació canònica.
Escollí com a lema la frase Je veux vivre et donner envie de vivre, i rebé la consagració episcopal a la Catedral del Sagrat Cor el 25 de gener del 2013 a mans del cardenal-arquebisbe de Lió Philippe Barbarin en qualitat de consagrant principal i com a co-consagrants l'arquebisbe d'Alger Ghaleb Bader i el seu predecessor Alphonse Georger.
El 2015 publicà dos llibres, amb els quals la Conferència Episcopal Regional de l'Àfrica Occidental Francòfona li atorgà el primer premi literari.